# Psecas zonatus
Psecas zonatus là một loài nhện trong họ Salticidae.
Loài này thuộc chi Psecas. Psecas zonatus được María Elena Galiano miêu tả năm 1963.